# アームストロング飛行研究センター

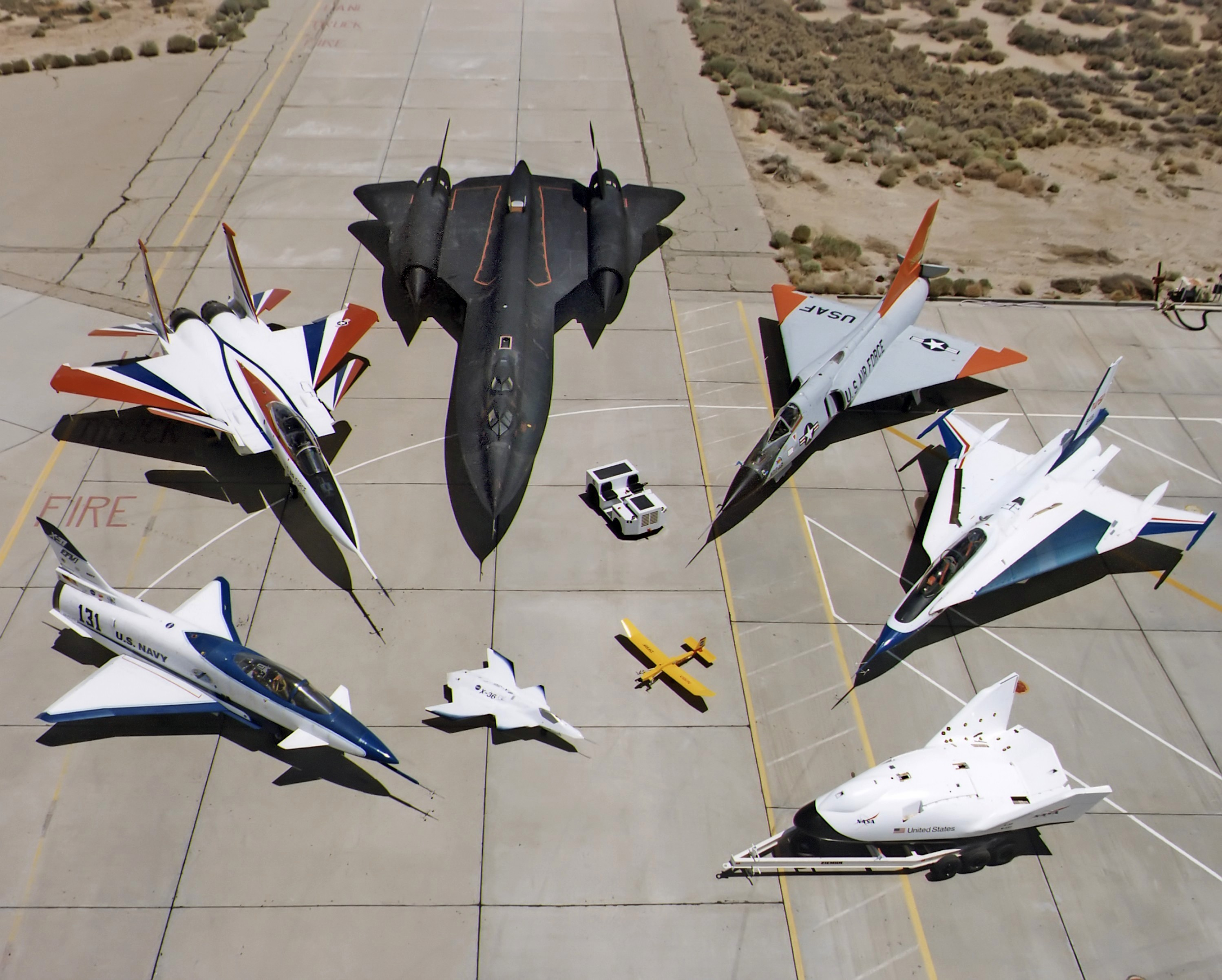
1997年時点でDFRCで運用されていた航空機群

アームストロング飛行研究センター（アームストロングひこうけんきゅうセンター、英: Armstrong Flight Research Center、AFRC）は、アメリカ合衆国のエドワーズ空軍基地内にある、NASAによって運営される航空研究センターである。機関名はテストパイロットとしてエドワース空軍基地に所属した後に、アポロ11号で人類初の月面着陸を行った、元宇宙飛行士のニール・アームストロングに因む。この研究センターはXプレーンを始めとする高速飛行の研究、開発で知られる。
旧名は、航空科学者でNASA副長官だったヒュー・ラティマー・ドライデンに因んだドライデン飛行研究センター（Dryden Flight Research Center）であったが、2014年1月16日にバラク・オバマ大統領が現在の名称へと改名する法案に署名し、2014年3月1日付けで改称された。この名称変更にあたっては、ドライデン飛行研究センター内の西部航空試験場を「NASA ヒュー・L. ドライデン航空試験場」（Hugh L. Dryden Aeronautical Test Range）に改名することにし、ドライデンの名も残された。
前身となったのは1947年9月7日に公式に設立されたNACAのミューロック飛行試験隊（Muroc Flight Test Unit、MFTU）であり、1976年3月26日にドライデン飛行研究センターへ改名される前にも、1949年11月14日に高速飛行研究ステーション（High-Speed Flight Research Station、HSFRS）に、1954年7月1日に高速飛行ステーション（High-Speed Flight Station、HSFS）に、上部組織のNASAへの変更を挟んだ1959年9月27日に飛行研究センター（Flight Research Center、FRC）に改名されている。

## ダグラス D-558-2 スカイロケット

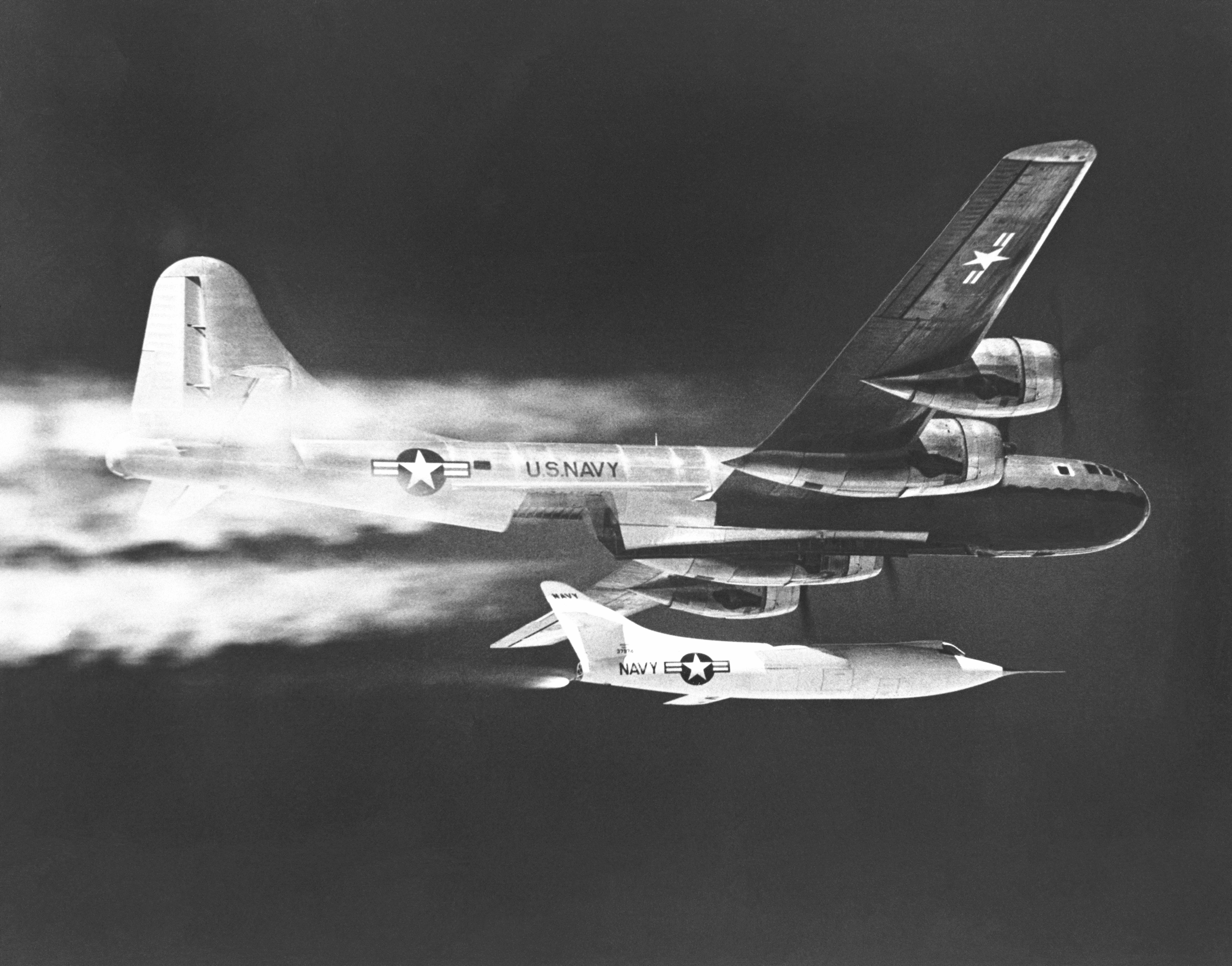
NACAのダグラス D-558-2 スカイロケットは初めてマッハ2.0を突破した航空機である

NASAの前身のNACAはダグラス社製の実験機D-558-2 スカイロケットを運用した。後継は空軍のX-1 (航空機)である。D-558-2はロケットエンジンもしくはジェットエンジンで推進して飛行した。B-29に懸架されて発進した。通常の滑走路からもJATOの補助を利用して離陸した。

## M2-F1 リフティングボディ

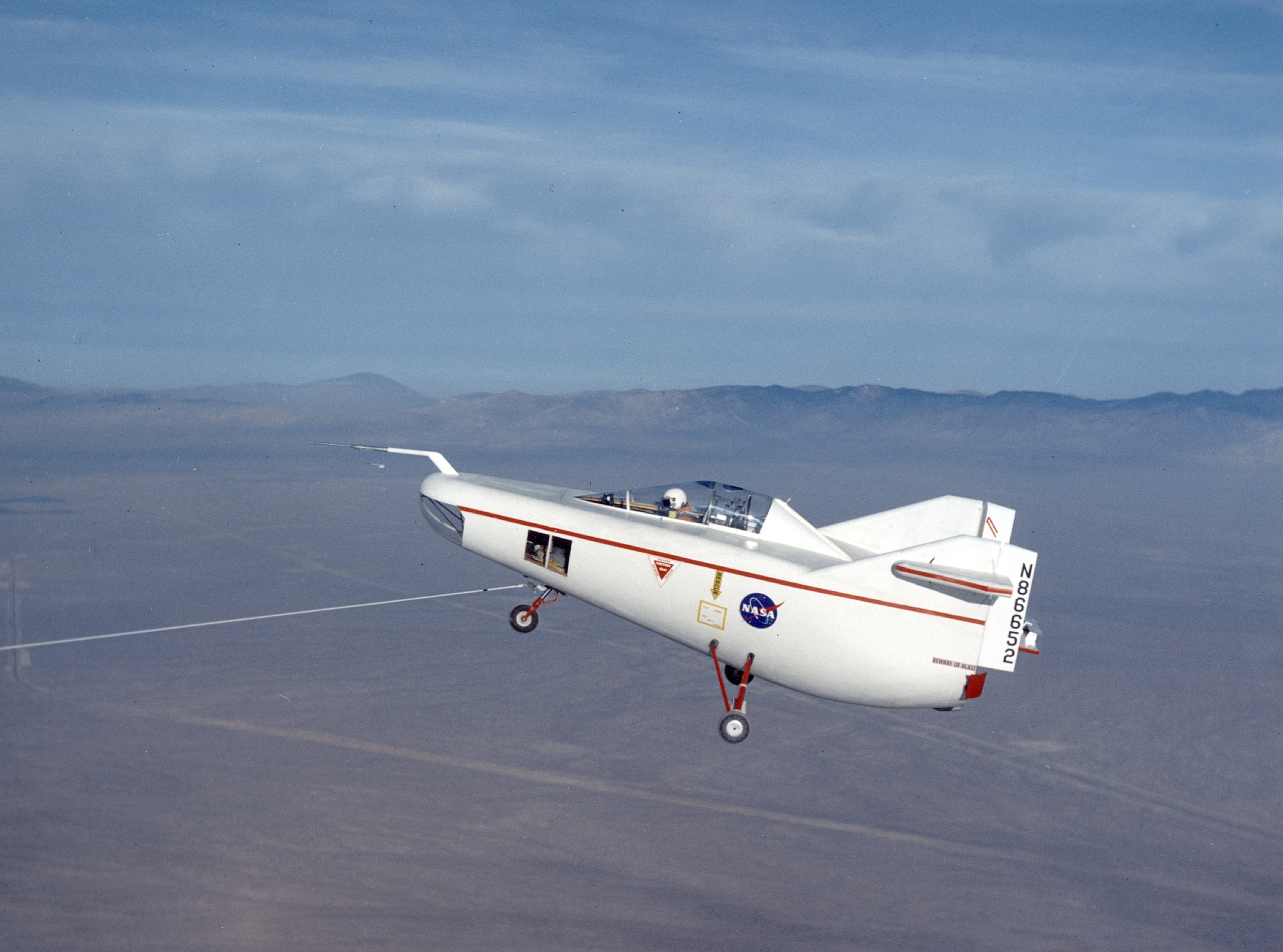
C-47輸送機に曳航されるM2-F1（初回飛行時）

M2-F1は、翼に依らずに胴体で揚力を得るというリフティングボディの概念に基づき、1960年代から70年代にかけてNASAが試作した実験用航空機群の第1号である。1963年、ドライデン飛行研究センターのデール・リード(Dale Reed)率いるチームが機体を完成し、エドワーズ空軍基地において自動車や輸送機に曳航されて空力特性のテストが行われた。この成果はのちのスペースシャトルオービタの設計にも影響を与えた。

## 制御された衝撃実演

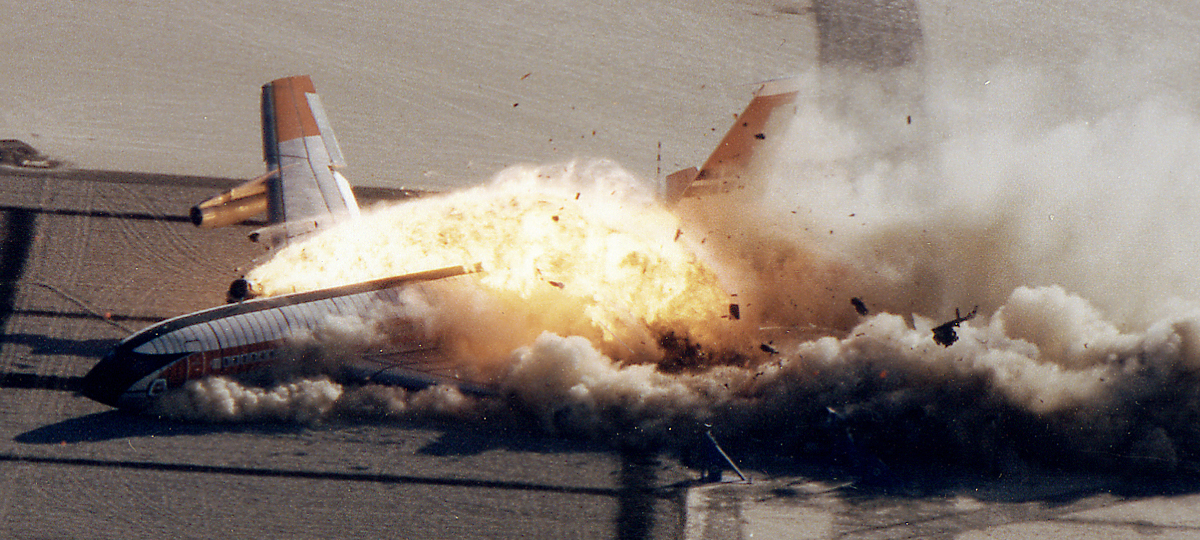
A remotely piloted ボーイング720は制御された衝撃実演で破壊された

制御された衝撃実演はFAAとの共同実験で航空機の新ジェット燃料による大型航空機における事故での火災による被害を抑える目的で行われた。
ボーイング720を遠隔操作で墜落させ、着陸時における事故を再現したところ、1時間以上燃焼を続けた。新燃料では被害を抑える事には役立たない事がわかった。

## リニア エアロスパイク SR-71 実験機

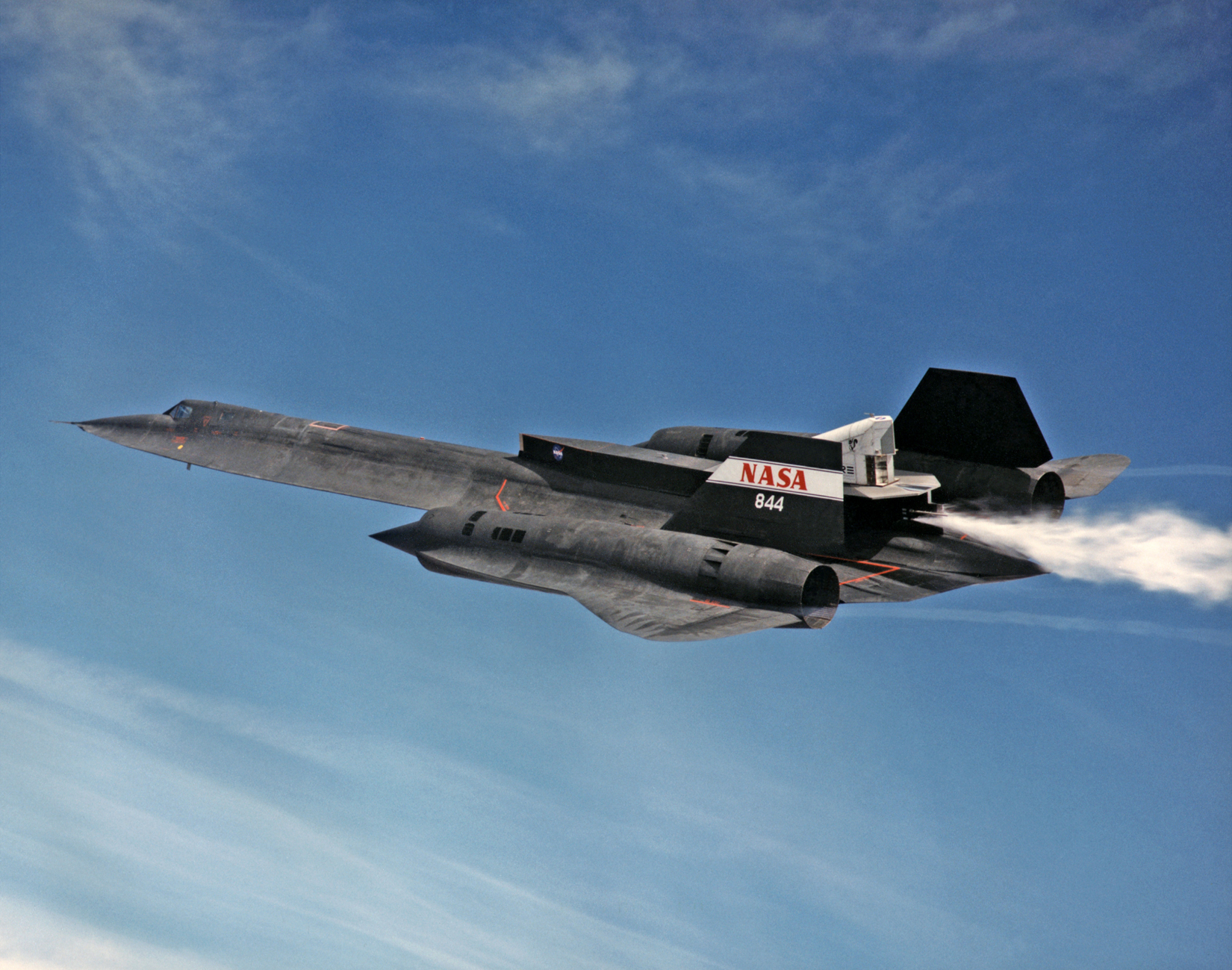
LASREの試験を行うSR-71

LASRE (航空機)は、NASAがロッキード・マーチンに委託して開発させた再使用型宇宙往還機である。リニアエアロスパイクエンジンの研究を元にしている。左半分の縮小型をSR-71偵察機の背中に乗せてテストを行った。

## 月面着陸試験機

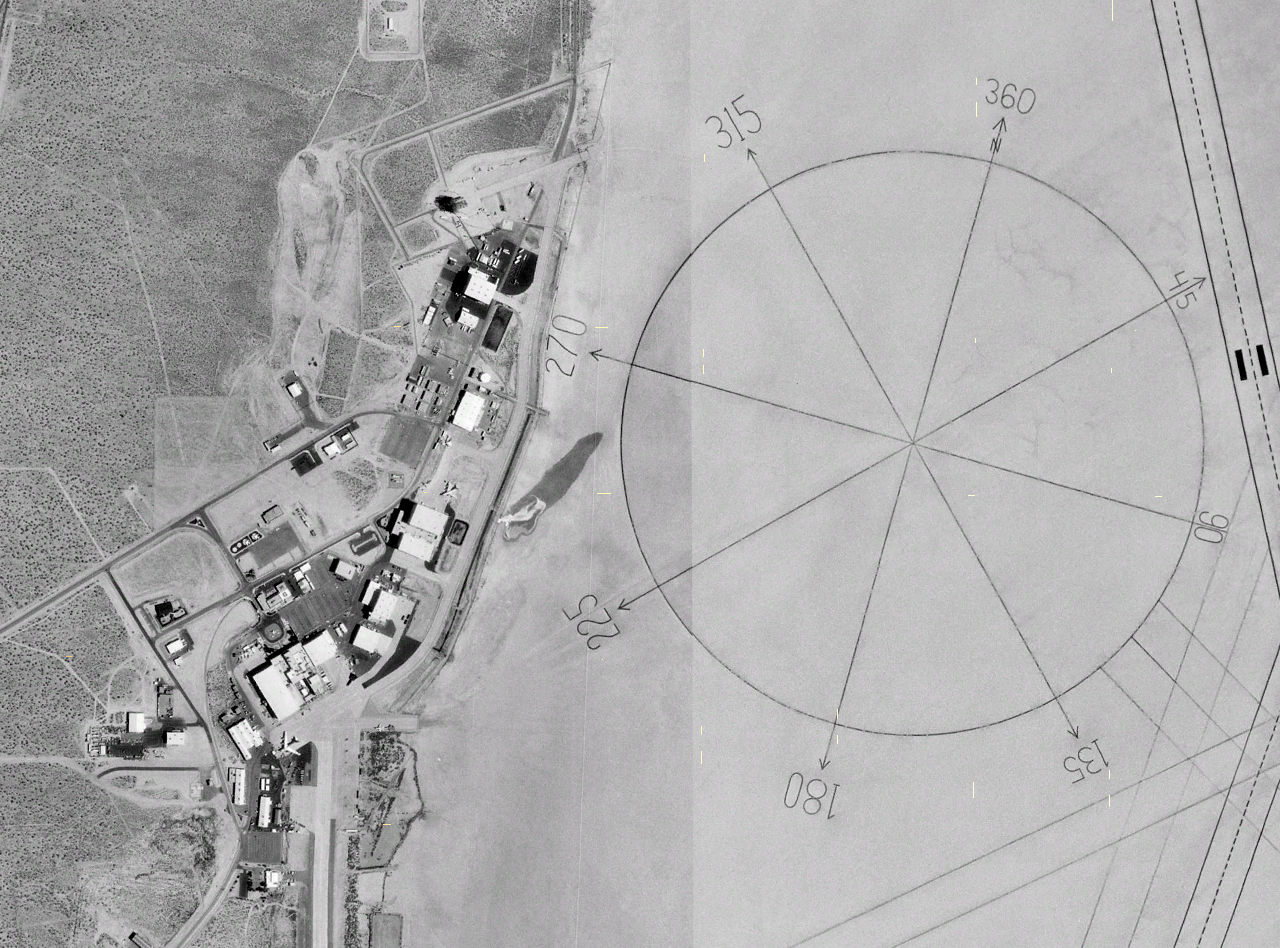
Satellite image of Dryden and the Edwards compass rose.

月面着陸試験機またはLLRVはアポロ計画時に2機製造され、月面着陸の訓練に用いられた。訓練中の事故で1機が失われたが、パイロットは脱出して無事だった。後期型はLLTV（月面着陸訓練機）と称され3機製造されたが、訓練中2機が事故で失われた。いずれもパイロットは脱出して無事だった。

## エンジン推力制御による機体コントロール
- 航空機の全油圧喪失事故など、通常の舵面制御による機体コントロールができない場合に、エンジン出力を制御することにより機体を操縦、安全に着陸する技術を開発した[4]。